# Puru
Puru − wieś w Estonii, w prowincji Virumaa Wschodnia, w gminie Jõhvi.